# Maria Schininà
Maria Schininà, I.S.C., řeholním jménem Maria od Nejsvětějšího Srdce Ježíšova (10. dubna 1844, Ragusa – 11. června 1910, tamtéž) byla italská římskokatolická řeholnice, zakladatelka a členka kongregace Sester Nejsvětějšího Srdce Ježíšova. Katolická církev ji uctívá jako blahoslavenou.

## Život
Narodila se dne 10. dubna 1844 v Raguse šlechticům Giambattistovi Schininàovi a Rosalii Arezzo jako páté z osmi dětí. Pokřtěna byla téhož měsíce v místním farním kostele. V dětství ani dospívání neprojevovala zvláštní sklony k víře. Kněz Vincenzo Di Stefano dohlížel na její počáteční vzdělání až do jejích 21 let.
Její otec zemřel v roce 1865, což vedlo k její radikální vnitřní změně, která ovlivnila i její vlastní život. Sňatek posledního sourozence (bratra) v roce 1874 ji přiměl k péči o matku. Svůj život zasvětila péči o chudé a potřebné, kdy také přestala nosit bohaté šaty a začala nosit oděv chudých. Její matka zemřela v roce 1884. V roce 1877 si ji karmelitán Salvatore La Perla vybral, aby působila jako ředitelka nového spolku Pia Unione delle Figlie di Maria, do kterého vstoupila v roce 1875. Roku 1885 se na radu syrakuského arcibiskupa Benedetta La Vecchia rozhodla založit novou ženskou řeholní kongregaci Sester Nejsvětějšího Srdce Ježíšova. Spolu s prvními pěti společnicemi v ní dne 9. května 1889 složila své doživotní řeholní sliby. V roce 1890 se na soukromé audienci v Římě setkala s papežem Lvem XIII., který ji udělil požehnání a ocenil její práci. V roce 1908 iniciovala pomoc lidem zasaženým zemětřesením v Messině.
Zemřela dne 11. června 1910 v Raguse ve věku 66 let. Po její smrti se jí založená kongregace rozšířila o nové členky i řeholní domy ve více zemích světa.

## Úcta
Její beatifikační proces započal dne 16. ledna 1975, čímž obdržela titul služebnice Boží. Dne 13. května 1989 ji papež sv. Jan Pavel II. podepsáním dekretu o jejích hrdinských ctnostech prohlásil za ctihodnou. Dne 9. dubna 1990 byl uznán zázrak na její přímluvu, potřebný pro její blahořečení.
Blahořečena pak byla dne 4. listopadu 1990 na Svatopetrském náměstí papežem sv. Janem Pavlem II.
Její památka je připomínána 11. června. Bývá zobrazována v řeholním oděvu. Je patronkou jí založené kongregace.